# Fantoma de la Operă la Royal Albert Hall
Fantoma de la Operă la Royal Albert Hall este o adaptare cinematică britanică (2011) a musicalului cu același nume a lui Andrew Lloyd Webber (1986), bazată pe un roman francez "Fantoma de la operă" a lui Gaston Leroux.
Pentru a celebra cea de-a 25-a aniversare a "Fantomei de la Operă", trei reprezentații speciale au fost filmate la Royal Albert Hall, cea de-a treia fiind transmisă live în toată lumea pe 2 octombrie 2011. Pentru lansarea DVD-ului, secvențe din toate reprezentațiile au fost montate și editate împreună. 

## Producție
IDEE
Pentru a marca extraordinara vârstă de 25 de ani, Andrew Lloyd Webber și Cameron Mackintosh au plănuit 3 reprezentații consecutive pentru Royal Albert Hall, în Londra, în luna octombrie 2011. Designerul Matt Kinley a plănuit inițial să țină o producție de tip concert, însă nu asemănător concertului aniversar de 25 de ani a piesei "Les Miserables" ce a avut loc pe O2 Arena; Mackintosh a hotărât foarte clar că spectacolul va fi complet regizat (acesta și Webber au simțit că ideea nu va funcționa decât dacă spectacolul va fi complet). 
ROYAL ALBERT HALL
Pregătirea unui spectacol complet a fost o sarcină intimidantă deoarece spațiul (sau lipsa lui) a reprezentat un impediment. Fiind o sală de concerte și nu una de teatru, multe din elementele spectacolului (cum ar fi candelabrul, care, în loc să se prăbușească, explodează) au trebuit schimbate și simplificate: Royal Albert Hall, pur și simplu, nu a fost capabilă să găzduiască un spectacol de anvergura "Fantomei de la Operă", cel puțin nu în original. Lojele sălii au fost folosite pentru a construi o avanscenă asemănătoare unei săli de operă. Orchestra a fost ridicată pe o platformă pe scenă, în spatele ei fiind instalat un ecran LED ce a proiectat interiorul unei săli de operă (decorul). 
TRANSMISIA LIVE
Biletele pentru cele trei reprezentații au fost epuizate în 5 ore de la punerea în vânzare. Pentru a le permite și mai multor oameni să urmărească producția, ultima reprezentație a fost transmisă live în cinematografe din toată lumea cu ajutorul Fathom Events. 

## Scenariu
PROLOG
La Opera Populaire (bazată pe Opera din Paris) în 1905, o licitație de obiecte vechi de recuzită din teatru este în plină desfășurare. Obiectul cu numărul 665, cumpărat de bătrânul Raoul, Vicontele de Chagny, este o cutiuță muzicală în forma unei maimuțe; îi este familiară și vorbește despre o misterioasă "ea" - detaliile ciudatei cutiuțe se potrivesc "exact cu descrierea pe care ea a făcut-o." Obiectul 666 este un candelabru sfărâmat care, după povestea licitantului, are legătură cu "povestea Fantomei de la Operă, un mister neelucidat niciodată". Pe măsură ce candelabrul (care a fost restaurat parțial și căruia i-au fost adăugate cabluri electrice) este descoperit, el se aprinde și anii curg înapoi, Opera întorcându-se la grandoarea anilor 1800. 
ACTUL I
Este anul 1881. În timp ce Carlotta, soprana prima donna rezident al Operei repetă pentru spectacolul din acea seară, un fundal se prăbușește pe neașteptate. Membrii speriați ai echipei șușotesc ceva despre "Fantoma de la Operă", care după spusele Carlottei, ar fi terorizat Opera Populaire în ultimii trei ani. Noii proprietari ai Operei, Firmin și Andre încearcă să "calmeze spiritele", dar Carlotta se înfurie pe faptul că cei doi sunt foarte senini ("Se mai întâmplă!") și părăsește scena, urmată îndeaproape de Monsieur Piangi. Meg Giry, fata profesoarei de balet a Operei, îi spune lui Firmin și lui Andre de Christine Daae, o fată din cor și orfană a unui celebru violonist, care a fost "bine școlită" și că ar putea lua rolul Carlottei. Anularea spectacolelor fiind singura lor opțiune, proprietarii o audiază neîncrezători pe Christine și spre surprinderea lor, se descurcă excepțional (melodie: "Think of me"). 
În culise, după debutul său spectaculos, Christine îi mărturisește lui Meg de faptul că profesorul ei misterios e un invizibil "Înger al Muzicii" (melodie: "Angel of music"). Noul patron, Raoul, Vicontele de Chagny, o regăsește pe Christine, prietena lui de joacă din copilărie în cabina ei. Christine îi amintește lui Raoul de poveștile cu "Îngerul Muzicii", pe care răposatul ei tată obișnuia să le spună și îi mărturisește că îngerul a vizitat-o și i-a dăruit o voce frumoasă. Raoul o invită la cină. Christine, spre surprinderea lui, nu e doritoare, și îi spune că îngerul e foarte strict și nu va fi bucuros de absentarea ei.  Raoul glumește și îi spune că nu o va ține afară foarte mult și iese din scenă, spunându-i că revine în două minute. Christine, cu teamă, șoptește că "lucrurile s-au schimbat", în timp ce gelosul "Înger al Muzicii" îl condamnă pe Raoul pentru că l-a necinstit. Christine îl imploră pe înger să se arate. Îngerul îi apare în oglindă. Oglinda se deschide și aflăm că el e de fapt "Fantoma de la Operă", ce o conduce pe Christine afară din scenă. Raoul găsește cabina lu Christine goală și o strigă (melodie: "The mirror (Angel of music)"). Fantoma și Christine traversează un lac subteran spre ascunzătoarea lui secretă de sub Operă (melodie: "The Phantom of the Opera"). Fantoma îi explică de ce a ales-o pe ea să îi cânte serenadele și muzica (melodie: "The music of the night"). Copleșită, Christine leșină și Fantoma o așază pe un pat, exprimându-și admirația față de ea. 
În timp ce fantoma compune operă la orgă (melodie: "I remember"), Christine se trezește din cauza cutiuței muzicale în formă de maimuță. Se furișează în spatele fantomei, îi ridică masca și îi vede fața. Fantoma o ocărăște, blestemând-o pentru curiozitatea ei. Fantoma își exprimă dorința arzătoare de a arăta normal și de a fi iubit de ea (melodie: "Stranger than you dreamt it"). Christine îi înapoiază masca, iar el o conduce înapoi la operă. 
Între timp, la Operă, Joseph Buquet, mașinistul șef al Operei, le povestește fetelor din cor despre "Fantoma de la Operă" și despre ștreangul său fermecat. În biroul directorului, Andre și Firmin citesc cu voce tare date despre Fantomă și sunt întrerupți de Raoul, care îi acuză că i-au trimis o scrisoare amenințătoare ca să nu se mai vadă cu Christine vreodată. Carlotta și Piangi intră val-vârtej în birou, cerând socoteală despre biletul pe care aceasta l-a primit, în care scria că zilele ei de la Opera Populaire sunt numărate. În timp ce Andre și Firmin încearcă să o calmeze pe Carlotta, Madame Giry le aduce un alt bilet de la fantomă: el cere să fie înlocuită Carlotta de către Christine în noul spectacol de operă, Il Muto, altfel va avea loc un dezastru "de neînchipuit" (melodie: "Notes..."). Firmin și Andre o asigură pe revoltata Carlotta că ea va rămâne protagonista, implorând-o să rămână (melodie: "Prima Donna"). Spectacolul începe fără incidente, Andre și Firmin glumind despre dezastrul plănuit de Fantomă. Vocea Fantomei întrerupe brusc prestația, amintindu-le furios să îi lase liber depozitul 5. Christine șoptește că Fantoma este aproape, dar Carlotta îi amintește că rolul ei este mut, numind-o "micuța broască". Fantoma îi transformă vocea Carlottei într-un sunet asemănător cu orăcăitul unei broaște. Firmin încearcă rapid să salveze situația, adresându-se publicului și spunându-le că protagonista va fi înlocuită de Christine, mutând baletul în față ca publicul să nu se plictisească. Deodată, cadavrul lui Buquet, atârnând de ștreangul magic al Fantomei, se prăbușește de pe ștangă. Firmin și Andre cer celorlalți să-și păstreze calmul, în timp ce râsul diabolic al Fantomei poate fi auzit (melodie: "Poor fool, he makes me laugh").
În haosul creat, Christine fuge cu Raoul pe acoperiș, unde îi povestește despre întâlnirea subterană cu Fantoma. Raoul e sceptic și îi spune că a fost doar un vis (melodie: "Why have you borught me here?/Raoul, I have been there").  Văzând că teama lui Christine e reală, acesta îi jură să o iubească și să o protejeze mereu. Fantoma, care a auzit conversația lor, are inima frântă și o acuză pe Christine de trădare. Cu durere, spune că "era inevitabil ca Raoul să se îndrăgostească de ea când a auzit-o cântând". Furios, le jură răzbunare, distrugând candelabrul Operei cu o explozie masivă, în timp ce cortina cade (melodie: "All I ask of You (Reprise)"). 
ACTUL II
Șase luni mai târziu, în mijlocul unui splendid bal mascat, Fantoma, costumat în Moartea Roșie, își face prima apariție de la distrugerea candelabrului. (melodie: "Masquerade/Why so silent?"). El îi anunță pe oaspeți că a terminat o lucrare intitulată Don Juan Triumfător. Cere să fie pusă în scenă imediat, cu Christine (care acum e logodită în secret cu Raoul) în rolul principal. Anunță consecințe devastatoare dacă ordinele sale nu sunt respectate întocmai, dispărând într-o lumină fantomatică de foc și fum. Raoul îi poruncește lui Madame Giry să îi zică despre Fantomă. Plină de silă, îi spune că este un mare muzician și magician, născut cu o deformare facială îngrozitoare, care a scăpat dintr-un circ ambulant și a dispărut. 
În timpul repetițiilor, Raoul - sătul de tirania cu care Fantoma conduce Opera - se gândește să folosească premiera piesei Don Juan Triumfător ca o capcană pentru a atrage Fantoma și să pună capăt dominației sale.  Carlotta o acuză pe Christine de complicitate și de intenții ascunse (o acuză că vrea să devină ea starul Operei). Christine se apără cu vehemență, zicând că aceste lucruri nu sunt adevărate, iar Carlotta părăsește scena furioasă. Raoul, știind de obsesia Fantomei pentru logodnica sa, afirmă că Fantoma sigur își va face apariția la premiră (melodie: "Notes/Twisted every way"). Christine, prinsă între dragostea pentru Raoul și frica față de Fantomă, vizitează mormântul tatălui ei, rugându-se să fie călăuzită spre rezolvare, dar înțelegând că trebuie să meargă mai departe. (melodie: "Wishing you were somehow here again?"). Fantoma apare, încă o dată sub forma de "Înger al Muzicii" (melodie: Wandering child"). Christine, obosită și cu inima frântă, își acceptă îngerul încă o dată, ca prieten, aproape cedând sub influența Fantomei, dar Raoul apare ca să o salveze pe Christine și să se confrunte cu el. Fantoma îl tachinează pe Raoul, făcând să apară coloane de foc îndreptate înspre el, făcându-i pe amândoi să plece (melodie: Bravo, bravo!"). Furioasă, Fantoma dă foc cimitirului și declară război amândurora. 
Don Juan Triumfător începe cu Christine și Piangi în rolurile principale. În timpul duetului dintre Don Juan și Aminta, Christine își dă seama că nu mai cântă cu Piangi, ci cu Fantoma însăși (melodie: "The point of no return"). Mimând jurământul lui Raoul de pe acoperiș, Fantoma își exprimă încă o dată dragostea pentru Christine și îi strecoară pe deget inelul său; Christine îi smulge masca de pe față, expunând figura sa deformată publicului îngrozit. Haosul se instalează. Trupul ștrangulat al lui Piangi este găsit în culise, membrii echipei și publicul intrând într-o stare de panică generală, iar Fantoma o apucă pe Christine și fuge cu ea. Un grup furios, jurând răzbunarea morții lui Piangi și a lui Buquet, pleacă să caute Fantoma, iar Madame Giry îi spune lui Raoul cum să găsească ascunzătoarea ei secretă și îl sfătuiască să se păzească de ștreangul fermecat (melodie: "Down once more/Track down the murderer ?").
În ascunzătoare, Christine e forțată să îmbrace o rochie de mireasă. Raoul o găsește și încearcă să facă Fantoma să o elibereze pe Christine, implorând pentru compasiune. Fantoma refuză, afirmând că "lumea nu i-a arătat pic de compasiune" și că intenția sa nu e de a o răni pe Christine pentru păcatele lui. Ea îl capturează pe Raoul cu ștreangul și se întoarce spre Christine - dacă se va rămâne cu ea pentru eternitate, îl va elibera. Altfel, Raoul va muri. În timp ce amândoi așteaptă deznodământul, Christine suspină și se întreabă ce fel de viață a cunoscut Fantoma. Ea îi spune Fantomei că nu e singură și o sărută, arătându-i compasiune. Aceasta, simțind bunătatea, într-un final înțelege că nu o poate face pe Christine să o iubească. Îi eliberează pe amândoi, spunându-le să uite de "acest înger al Iadului". Christine îi înapoiază inelul, iar Fantoma îi spune că o iubește. Christine iese cu Raoul. Lamentându-se că fără Christine, "muzica nopții a luat sfârșit", Fantoma se îndreaptă spre tronul său și se acoperă cu pelerina. Meg intră în ascunzătoarea Fantomei, dă deoparte pelerina, găsind numai masca acesteia. Ea ține masca înspre public, în timp ce heblul se instalează încet. 
MARELE FINAL
După ce actorii au venit la aplauze, Andrew Lloyd Webber ține un discurs înainte de a invita pe scenă echipa de creație de la Royal Albert Hall, echipa originală, precum și protagoniștii producțiilor din Londra și de pe Broadway, împreună cu distribuția originală din Londra, (care-l include pe Michael Crawford și pe Sarah Brightman). Brightman cântă "Fantoma de la Operă" cu patru Fantome: Colm Wilkinson din producția originală Canadiană, Anthony Warlow din produția Australiană, Peter Joback din producțiile din vest, Broadway și Suedia, John Owen-Jones din turneul producțiilor aniversare de 25 de ani. Spectacolul se încheie când Ramin Karimloo se alătură celor patru Fantome, cântând "The music of the night" împreună cu întreaga distribuție și echipele de creație, incluzându-l pe Michael Crawford. 

## Distribuție
Ramin Karimloo - Fantoma
Sierra Boggess - Christine Daaé
Hadley Fraser - Raoul, Viconte de Chagny
Wendy Ferguson - Carlotta Giudicelli
Liz Robertson - Madame Giry
Daisy Maywood - Meg Giry
Barry James - Monsieur Richard Firmin
Gareth Snook - Monsieur Gilles André
Wynne Evans - Ubaldo Piangi
Nick Holder - Joseph Buquet
Earl Carpenter - Licitantul